# Gowdathimmanahalli, Pavagada
Gowdathimmanahalli là một làng thuộc tehsil Pavagada, huyện Tumkur, bang Karnataka, Ấn Độ.